# Finale UEFA Champions League 2014
De UEFA Champions Leaguefinale van het seizoen 2013/14 was de 22e finale in de geschiedenis van het toernooi. De wedstrijd werd gespeeld op 24 mei 2014 in het Estádio da Luz in Lissabon. Met Real Madrid en Atlético Madrid stonden er voor het eerst twee clubs uit dezelfde stad in de finale. Deze finale werd na verlengingen gewonnen door Real Madrid. Het was de tiende keer dat de Koninklijken de beker met de grote oren in ontvangst mochten nemen. Carlo Ancelotti was de eerste coach sinds Bob Paisley die de trofee voor de derde keer wist te winnen. Na afloop werd Ángel Di María verkozen tot man van de wedstrijd.

## Organisatie
Op 20 maart 2012 koos het UEFA Executive Committee het Estádio da Luz in Lissabon als locatie voor de Champions Leaguefinale van 2014. In augustus 2013 werd oud-voetballer Luís Figo voorgesteld als ambassadeur van de finale. De Portugees won in 2002 de Champions League met Real Madrid. Het stadion, dat sinds 2003 de thuishaven is van Benfica, werd in 2004 ook gebruikt als decor voor de EK-finale tussen Portugal en Griekenland. Het vroegere stadion van Benfica, dat eveneens Estádio da Luz heette, werd twee keer gebruikt om Europese finalewedstrijden te spelen. In 1983 speelde Benfica tegen Anderlecht de terugwedstrijd van de UEFA Cupfinale in het stadion. In 1992 vond ook de Europacup II-finale in het Estádio da Luz plaats.
In 1967 werd de finale van de Europacup I eveneens in Lissabon georganiseerd. De wedstrijd vond plaats in het Estádio Nacional, het nationale voetbalstadion van Portugal. In de finale, die achteraf beschouwd werd als een pleidooi voor aanvallend voetbal, won Celtic met 2-1 van Internazionale.

## Voorgeschiedenis

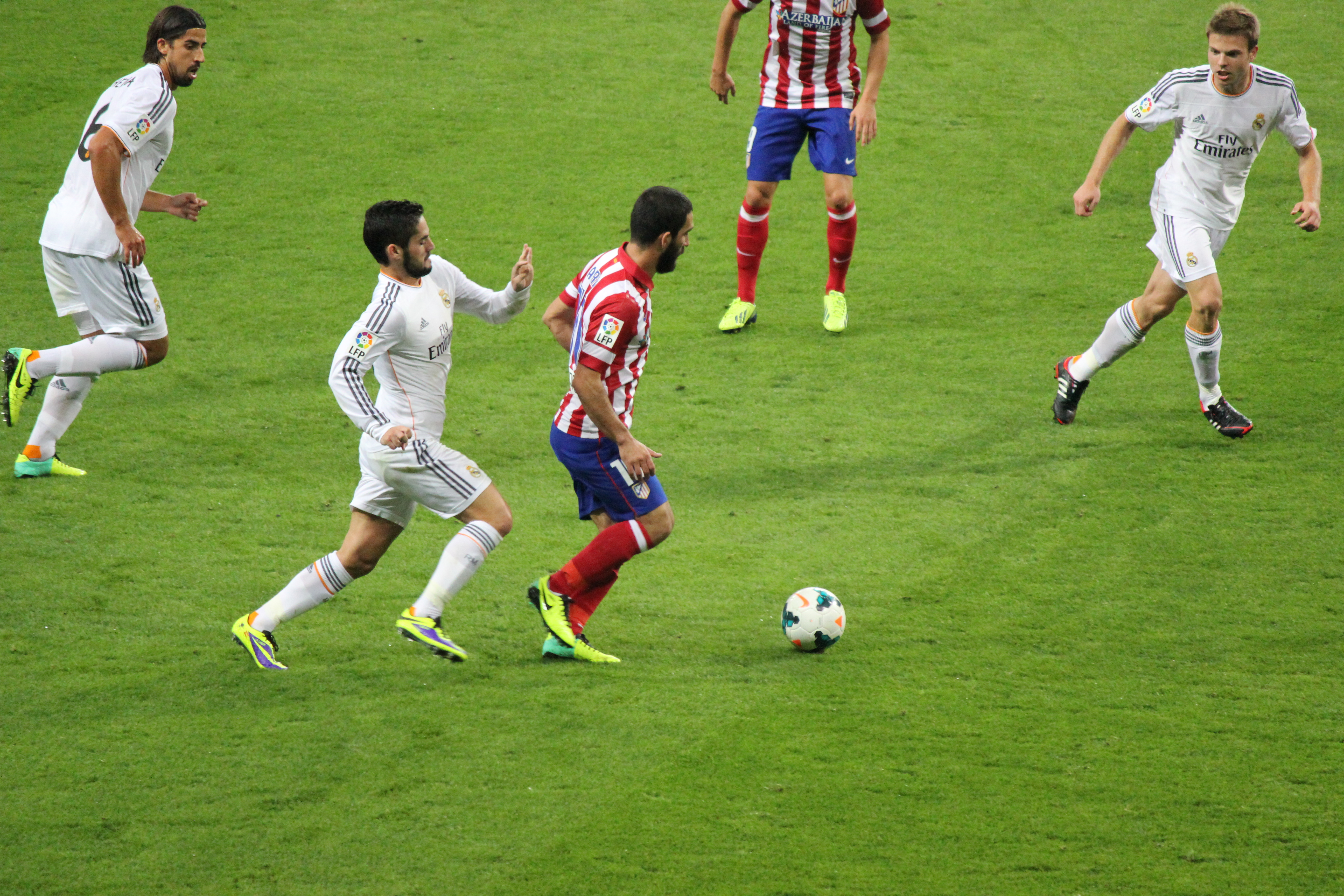
Real-Atlético in de Primera División (28 september 2013).

Nog nooit eerder hadden twee clubs uit dezelfde stad het tegen elkaar opgenomen in de finale van het kampioenenbal. Dat de twee finalisten uit hetzelfde land afkomstig waren, was minder zeldzaam. Sinds de oprichting van de Champions League kwam het vier keer voor. De eerste keer, in 2000, stonden er met Real Madrid en Valencia eveneens twee Spaanse clubs in de finale. De Madrilenen wonnen toen met 3-0 van hun landgenoten. Ook in de finales van 2003 (met Carlo Ancelotti als coach van uiteindelijke winnaar AC Milan), 2008 en 2013 waren de twee clubs van hetzelfde land afkomstig. In de Europacup I, de voorloper van de Champions League, gebeurde het nooit.
Van beide trainers was Carlo Ancelotti van Real Madrid de meest ervaren wat betreft Champions Leaguefinales. Als speler won de Italiaan de beker met de grote oren twee keer op rij. De gewezen middenvelder maakte net als de Nederlanders Marco van Basten, Ruud Gullit en Frank Rijkaard deel uit van het AC Milan dat in zowel 1989 als 1990 de Europacup I veroverde. Als trainer van Milan bereikte hij in 2003, 2005 en 2007 de Champions Leaguefinale. Enkel de editie van 2005 werd verloren; Liverpool won toen via strafschoppen nadat het eerder een 3-0 achterstand had opgehaald.

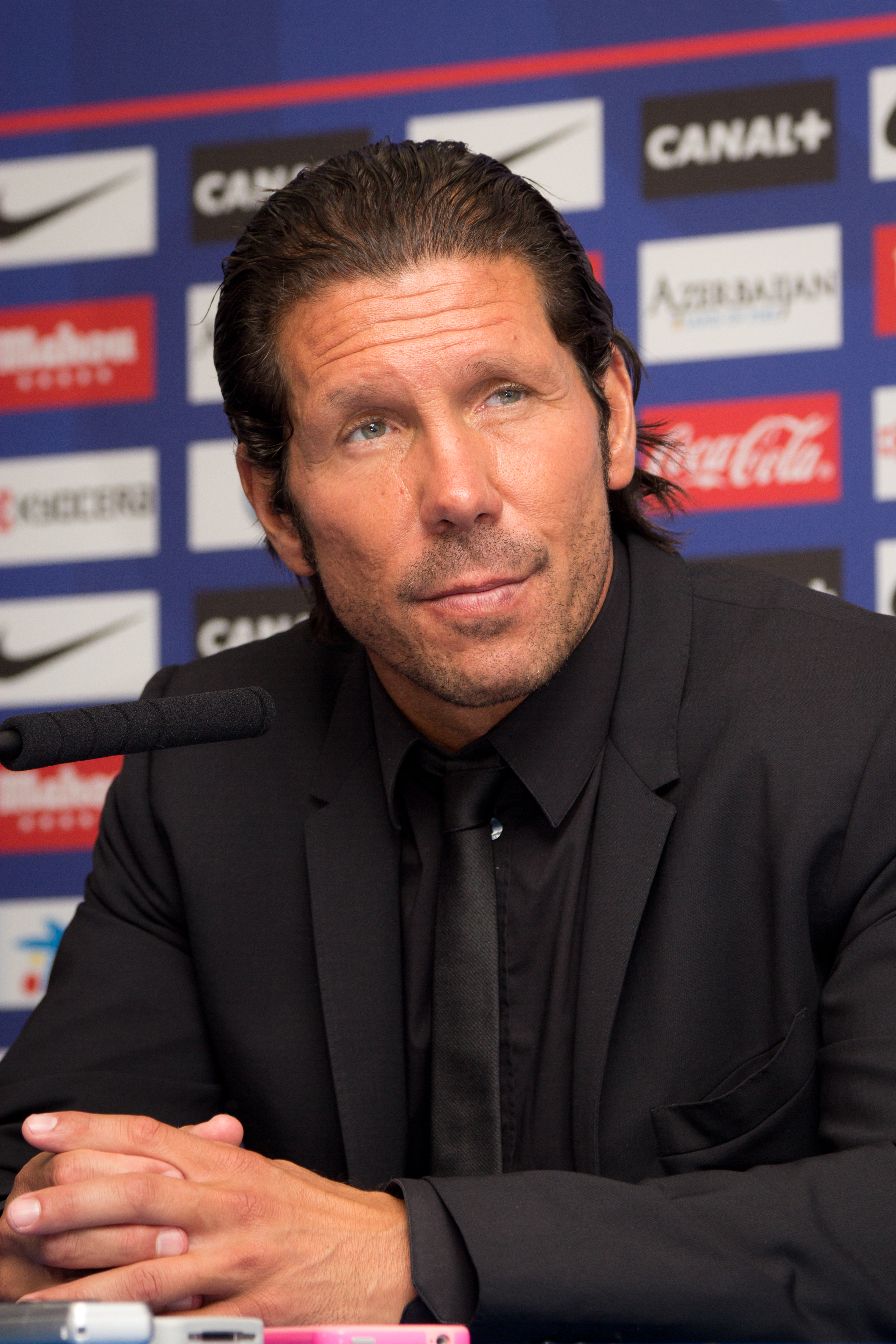
Diego Simeone kon voor de eerste keer de Champions League winnen.

Diego Simeone stond voor het eerst in de finale van het kampioenenbal. De Argentijnse coach won tijdens zijn carrière als speler één Europese beker. In 1998 versloeg hij met Inter het eveneens Italiaanse Lazio (3-0) in de finale van de UEFA Cup. Als trainer was het zijn tweede Europese finale. In 2012 bereikte hij met Atlético de Spaans getinte finale van de UEFA Europa League. Het team van Simeone won toen met 3-0 van Athletic Bilbao.
Ook tussen de twee finalisten was er een duidelijk verschil in voorgeschiedenis. Real Madrid is een van de roemrijkste clubs in Europa. Het won de eerste vijf edities van de Europacup I (1956, 1957, 1958, 1959, 1960) en is daardoor sinds 1956 recordhouder. In 1966 wonnen de Koninklijken de Europacup I een zesde keer. Nadien moest de club meer dan twintig jaar wachten op een nieuwe beker. Real, dat in zowel 1985 als 1986 ook de UEFA Cup veroverde, sleepte in 1998 voor de zevende keer de beker met de grote oren in de wacht. Twee jaar later versloeg het Valencia in de finale en in 2002 veroverden de Madrilenen hun negende en voorlopig laatste Europacup na een 2-1 zege tegen Bayer Leverkusen.
Atlético bereikte in 1974 de finale van de Europacup I. De Spanjaarden speelden toen in het Heizelstadion in Brussel 1-1 gelijk tegen Bayern München. Twee dagen later kreeg Atlético een herkansing, maar verloor het met 4-0. In de andere Europese bekertoernooien kenden de Madrilenen meer succes. In 1962 won Atlético de Europacup II na een spannende strijd tegen Fiorentina. Ook toen eindigde de finale in een 1-1 gelijkspel en werd er later een tweede finalewedstrijd georganiseerd. In het tweede duel werd het 3-0 voor de Madrilenen. In zowel 2010 als 2012 won Atlético de Europa League. In de laatste van die twee finales stond Simeone aan het roer als trainer.
Atlético en Real nemen het jaarlijks minstens twee keer tegen elkaar op in de Spaanse competitie. Maar ook in de Copa del Rey en de Supercopa zijn de twee stadsrivalen regelmatig elkaars tegenstander. Real is met 32 landstitels recordhouder in de Primera División. Daarnaast won het ook 19 keer de beker. Atlético werd negen keer kampioen; de laatste maal dateert van 1996. In de Spaanse beker was Atlético tien keer succesvol. De laatste keer dat Atlético de Copa del Rey veroverde, in 2013, versloeg het in de finale Real Madrid na verlengingen (2-1). In Europa troffen Real en Atlético elkaar één keer; in 1959 namen beide clubs het tegen elkaar op in de halve finale van de Europacup I. Omdat de totaalscore na de terugwedstrijd van die halve finale 2-2 bedroeg, volgde er een derde wedstrijd tussen de twee Madrileense clubs. Dat duel werd gewonnen door Real, dat vervolgens in de finale Stade de Reims versloeg. Real kan door zijn roemrijk verleden op de meeste supporters rekenen, terwijl Atlético vooral populair is bij de arbeidersklasse uit het zuiden van de stad.
In het seizoen 2013/14 speelden Atlético en Real vier keer tegen elkaar in Spanje. De eerste competitiewedstrijd tussen de twee werd gewonnen door Atlético (0-1). In de terugronde raakte Real opnieuw niet voorbij Atlético; in het Estadio Vicente Calderón werd het 2-2. In de halve finale van de Copa del Rey trok Real wel aan het langste eind. Het won zowel de heen- (3-0) als terugwedstrijd (0-2) en veroverde vervolgens de beker door in de finale met 2-1 te winnen van FC Barcelona, dat enkele dagen eerder door Atlético ook uit de Champions League was gewipt. Een week voor de finale Champions League veroverde Atlético de landstitel na een 1-1 gelijkspel tegen Barcelona. Real sloot de competitie af als derde.

## Weg naar de finale

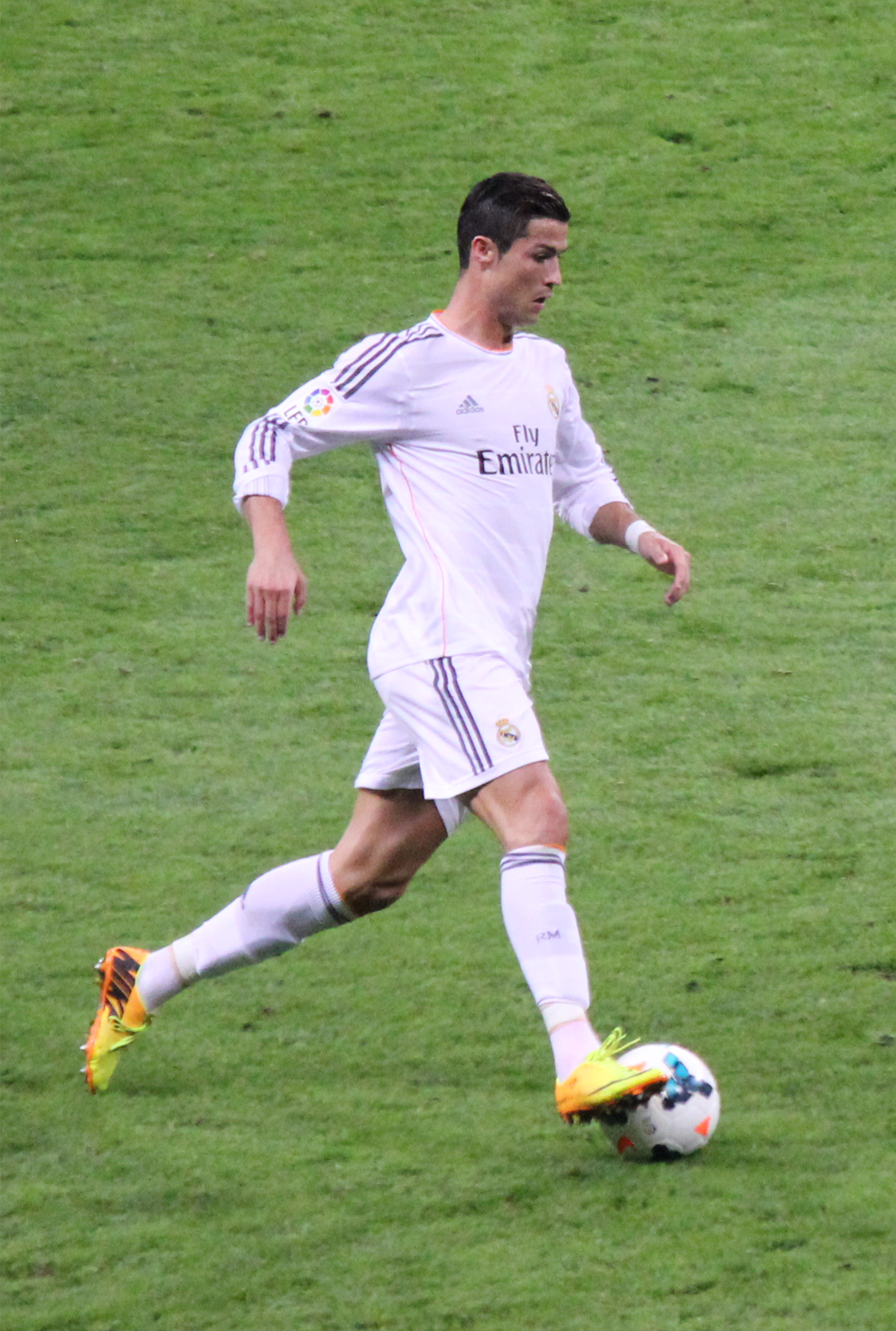
Cristiano Ronaldo scoorde op weg naar de finale een recordaantal van 16 doelpunten.

### Real Madrid
Real Madrid was als Spaans vicekampioen rechtstreeks geplaatst voor de groepsfase van de Champions League. De Koninklijken werden ondergebracht in groep B, samen met Juventus, Galatasaray en FC Kopenhagen. Het team van coach Ancelotti won eerst met 1-6 van Galatasaray en versloeg nadien Kopenhagen met 4-0. Twintig dagen later werd er in Madrid ook gewonnen van Juventus (2-1), de andere groepsfavoriet. De terugronde startte Real in Turijn, waar het voor eerst punten liet liggen (2-2). Nadien wonnen de Koninklijken opnieuw overtuigend van Galatasaray (4-1) en Kopenhagen (0-2). Real sloot de groepsfase af met 16 punten en een positief doelsaldo van 15 goals. Ook in de 1/8 finale kende Real Madrid geen genade. FC Schalke 04 verloor de heenwedstrijd voor eigen volk met 1-6. De drie aanvallers van Real, afgekort B-B-C, scoorden elk twee keer. De overbodig geworden terugwedstrijd in Madrid werd met 3-1 gewonnen. In de kwartfinale stonden de Spanjaarden opnieuw tegenover Borussia Dortmund, de Duitse club die Real een jaar eerder in de halve finale van het kampioenenbal had uitgeschakeld. Real won de heenwedstrijd overtuigend met 3-0, maar kon in de terugwedstrijd niet op sterkhouder Ronaldo rekenen en kwam zo nog in de problemen. Dortmund scoorde al in de eerste helft twee keer en kwam nadien nog een paar keer dicht bij een derde treffer. Uiteindelijk bleef het 2-0, waardoor Real het in de halve finale mocht opnemen tegen titelverdediger Bayern München. Het was de derde Duitse tegenstander op rij voor de Madrilenen. Hoewel Bayern het balbezit opeiste, versierde Real op de tegenaanval de beste kansen. Benzema rondde na 19 minuten een snelle counter af en zorgde zo voor het enige doelpunt van de heenwedstrijd. Een week later kwamen de Spanjaarden nog beter voor de dag. Al in de eerste helft voetbalde Real via twee kopbaldoelpunten van Sergio Ramos en een snelle tegenaanval, die door Cristiano Ronaldo werd afgerond, een 0-3 voorsprong bij elkaar. In de tweede helft diepte Ronaldo de score uit door een vrije trap onder de muur binnen te schuiven: 0-4. Voor de Portugees waren het zijn 15e en 16e Champions Leaguedoelpunt van het seizoen. Hij verbeterde zo het record van José Altafini (1962/63) en Lionel Messi (2011/12).

### Atlético Madrid

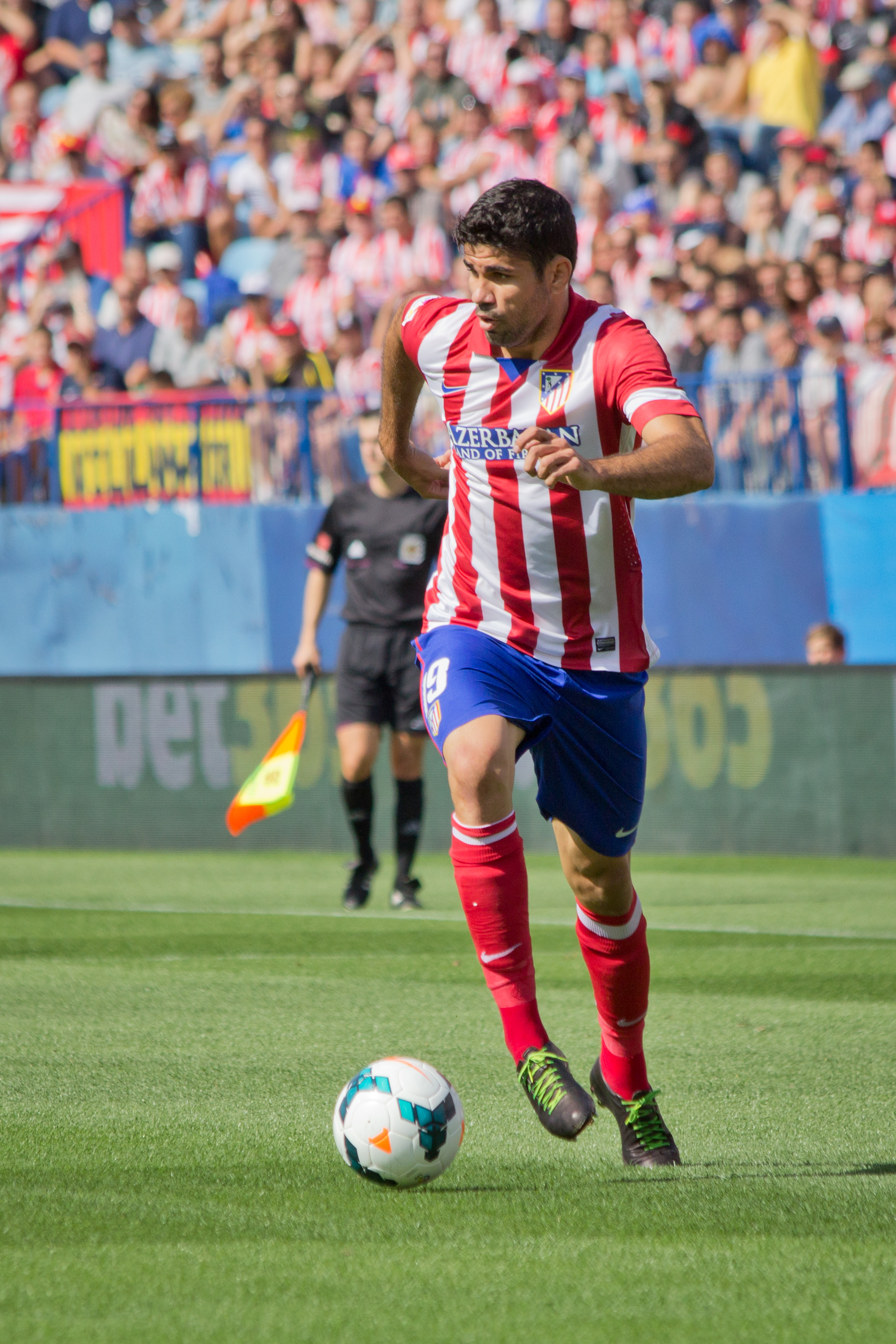
Diego Costa werd in de finale al na negen minuten gewisseld omwille van een aanslepende hamstringblessure.

Atlético Madrid werd in het seizoen 2012/13 derde in de Primera División en kwalificeerde zich zo voor de groepsfase van het kampioenenbal. De Madrilenen belandden samen met FC Porto, Zenit Sint-Petersburg en Austria Wien in groep G en namen daarin meteen de leiding. Atlético begon de groepsfase met zeges tegen Zenit (3-1) en Porto (1-2), de twee belangrijkste concurrenten. Nadien volgden twee confrontaties met Austria Wien die telkens overtuigend gewonnen werden. In Oostenrijk werd het 0-3, in Spanje 4-0. Daardoor waren de Madrilenen al na vier speeldagen zeker van groepswinst. In het volgende duel, tegen Zenit, liet Atlético voor het eerst punten liggen (1-1). Op de slotspeeldag wonnen de Spanjaarden opnieuw van Porto (2-0). In de 1/8 finale trof het team van Simeone het AC Milan van trainer Clarence Seedorf. In San Siro won Atlético na een spannend duel met 0-1 dankzij een late treffer van Diego Costa. In de terugwedstrijd kenden de Madrilenen minder problemen. Atlético won overtuigend met 4-1 en mocht het daardoor een ronde later opnemen tegen de landgenoten van FC Barcelona. Los Rojiblancos zagen in Camp Nou spits Diego Costa uitvallen met een blessure, maar de Braziliaan Diego toonde zich een waardige vervanger. Na 56 minuten opende hij de score met een afstandsschot. Barcelona maakte gelijk via Neymar. In de terugwedstrijd in het Estadio Vicente Calderón kon Atlético wel afstand nemen van de Catalanen; na vijf minuten zorgde Koke voor de openingstreffer. De Madrilenen waren nog een paar keer dicht bij een doelpunt, maar het bleef 1-0. In de halve finale nam Madrid het op tegen het Chelsea van José Mourinho. De Portugese coach droeg zijn team in de heenwedstrijd op om zich tot verdedigen te beperken, met een scoreloos gelijkspel als gevolg. In de terugwedstrijd op Stamford Bridge speelde de Londense club aanvallender en kwam het via Fernando Torres, de oud-spits van Atlético, op voorsprong. Atlético zette de situatie nog voor de rust recht dankzij Adrián. Meteen na de pauze kreeg Atlético een strafschop na een overtreding op Diego Costa. De Braziliaanse Spanjaard zette de penalty om en zag hoe Arda Turan tien minuten later de voorsprong verder uitdiepte (1-3).

## Wedstrijd

### Eerste helft
Op voorhand bestonden er twijfels over de fitheid van sterspelers Karim Benzema, Cristiano Ronaldo, Arda Turan en Diego Costa. Uiteindelijk verscheen enkel de Turkse middenvelder Arda niet aan de aftrap. Zijn positie bij Atlético werd ingenomen door Raúl García. Maar na negen rustige openingsminuten bleek ook Diego Costa nog te zwaar geblesseerd om verder te kunnen spelen. Hij ging naar de kant voor zijn landgenoot Adrián. In een gesloten eerste helft viel na 32 minuten de eerste kans uit de lucht. Gareth Bale onderschepte een bal en rukte door het centrum op, maar besloot van dichtbij naast. Enkele minuten later was het aan de overzijde wel raak. De bal werd meteen na een hoekschop terug in het hoekschopgebied gedropt. Diego Godín troefde in een luchtduel Sami Khedira af en kopte de bal over de te ver uitgekomen Iker Casillas in doel: 0-1.

### Tweede helft
Na tien minuten liet Cristiano Ronaldo zich een eerste keer zien. De Portugees mocht een vrije trap nemen, maar zijn afgeweken schot werd gekeerd door Thibaut Courtois. Net voor het uur greep coach Carlo Ancelotti een eerste keer in. Hij haalde Fábio Coentrão en Khedira naar de kant en bracht de meer aanvallend ingestelde Marcelo en Isco in. Na 66 minuten voerde ook Diego Simeone zijn tweede wissel door. José Sosa verving Raúl García. Met nog dertien minuten te spelen kreeg Bale een tweede grote kans. Hij rukte op langs de rechterzijde, maar trapte vervolgens in de grond en zag zijn schot zo opnieuw naast het doel van Courtois gaan. Na de grote kans voerde Ancelotti zijn laatste vervanging door. De onzichtbare Benzema werd gewisseld voor Álvaro Morata. In de 83e minuut viel ook Filipe Luís geblesseerd uit en bracht Simeone met Toby Alderweireld een tweede Belg op het veld. Real startte meteen daarna een gevaarlijk slotoffensief en zette Atlético zwaar onder druk. In de 93e minuut lukte het dan toch voor Real. Sergio Ramos kopte een hoekschop naar de verste paal: 1-1.

### Verlenging
In de verlenging creëerde Atlético geen kansen en was het vooral Real dat op zoek ging naar de beslissende treffer. Na 110 minuten dribbelde Ángel Di María zich op de linkerflank voorbij de defensie van Atlético. Zijn schot werd gekeerd door Courtois, maar in de rebound kopte Bale de bal alsnog tegen de netten: 2-1. Net voor affluiten, diepte Marcelo de score verder uit met een laag schot: 3-1. Een minuut later werd Ronaldo neergehaald en kreeg Real nog een strafschop. De Portugees zette de penalty zelf om: 4-1.

### Wedstrijddetails
|                           |                                                        |              |                 |                                                                                         |
| 24 mei 2014 20:45 (UTC+2) | Real Madrid                                            | 4 – 1 (n.v.) | Atlético Madrid | Estádio da Luz, Lissabon Toeschouwers: 60.976 Scheidsrechter: Björn Kuipers (Nederland) |
| 24 mei 2014 20:45 (UTC+2) | Ramos 90+3' Bale 110' Marcelo 118' Ronaldo 120' (pen.) |              | 36' Godín       | Estádio da Luz, Lissabon Toeschouwers: 60.976 Scheidsrechter: Björn Kuipers (Nederland) |

| Real | Atlético |

| Real Madrid:    |    |                    |           |
|                 |    |                    |           |
| GK              | 1  | Iker Casillas      |           |
| RB              | 15 | Daniel Carvajal    |           |
| CB              | 2  | Raphaël Varane     | 120+3'    |
| CB              | 4  | Sergio Ramos       | 27'       |
| LB              | 5  | Fábio Coentrão     | 59'       |
| CM              | 19 | Luka Modrić        |           |
| DM              | 6  | Sami Khedira       | 45+1' 59' |
| CM              | 22 | Ángel Di María     |           |
| RW              | 11 | Gareth Bale        |           |
| CF              | 9  | Karim Benzema      |           |
| LW              | 7  | Cristiano Ronaldo  | 120+1'    |
| Wisselspelers:  |    |                    |           |
| DF              | 3  | Pepe               |           |
| DF              | 12 | Marcelo            | 59' 118'  |
| DF              | 17 | Álvaro Arbeloa     |           |
| FW              | 21 | Álvaro Morata      | 79'       |
| MF              | 23 | Isco               | 59'       |
| MF              | 24 | Asier Illarramendi |           |
| GK              | 25 | Diego López        |           |
| Coach:          |    |                    |           |
| Carlo Ancelotti |    |                    |           |

| Atlético Madrid: |    |                    |         |
|                  |    |                    |         |
| GK               | 13 | Thibaut Courtois   |         |
| RB               | 20 | Juanfran           | 74'     |
| CB               | 23 | Miranda            | 53'     |
| CB               | 2  | Diego Godín        | 120'    |
| LB               | 31 | Filipe Luís        | 83'     |
| RM               | 8  | Raúl García        | 27' 66' |
| CM               | 14 | Gabi               | 100'    |
| CM               | 5  | Tiago              |         |
| LM               | 6  | Koke               | 86'     |
| CF               | 9  | David Villa        | 72'     |
| CF               | 19 | Diego Costa        | 9'      |
| Wisselspelers:   |    |                    |         |
| GK               | 1  | Daniel Aranzubia   |         |
| MF               | 4  | Mario Suárez       |         |
| FW               | 7  | Adrián             | 9'      |
| FW               | 11 | Cristian Rodríguez |         |
| DF               | 12 | Toby Alderweireld  | 83'     |
| FW               | 24 | José Sosa          | 66'     |
| MF               | 26 | Diego              |         |
| Coach:           |    |                    |         |
| Diego Simeone    |    |                    |         |